# Шандра обыкновенная
Шандра обыкновенная, маррубиум, конская мята или конская мята обыкновенная' (лат. Marrubium vulgare) — род многолетних, реже однолетних растений семейства Яснотковые (Lamiaceae). В большинстве областей России для них существует местное наименование шандра белая.

## Распространение и экология
Встречается на всей территории Европы, в Северной Африке, Западной и Средней Азии, Пакистане и на западе Китая.
Растёт на каменистых обнажениях, как сорняк на полях у дорог.

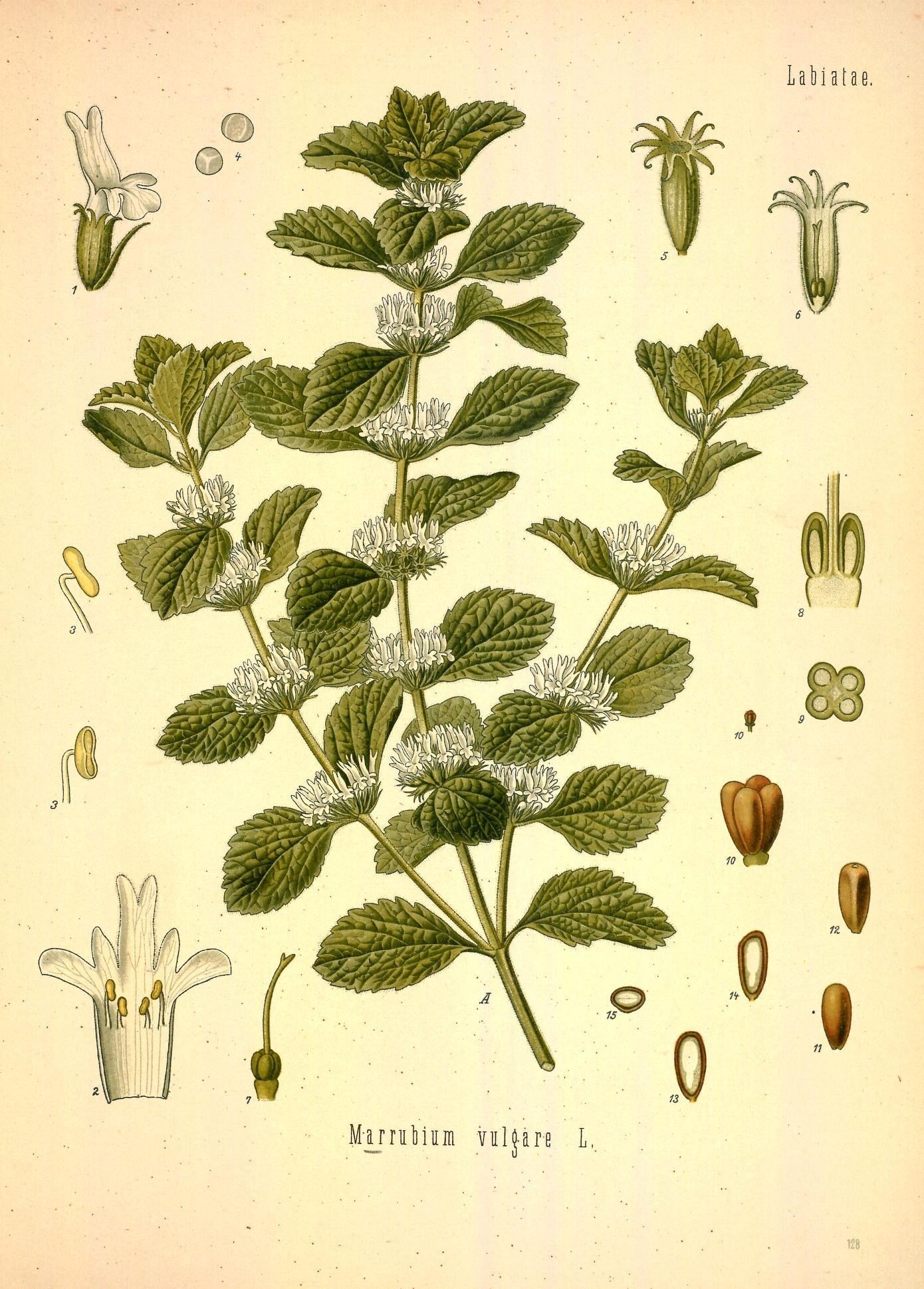

## Ботаническое описание
Стебли высотой 15—75 см, от основания восходящие, простые или ветвистые, в нижней части беловато-войлочные, волосистые.
Нижние и стеблевые листья округло-яйцевидные, крупно городчато-зубчатые, черешковые, морщинистые; верхушечные — похожие, но меньших размеров, короткочерешковые, сверху светло-зелёные, морщинистые, снизу сероватые.
Цветки собраны в многоцветные ложные мутовки, густые, почти шаровидные; прицветники шиловидные, короче трубки чашечки или равны ей; чашечка с десятью шиловидными зубцами, густо опушена зубчатыми волосками; венчик белый, с цилиндрической трубочкой, коротковолосистый, верхняя губа равна нижней или немного короче её, двунадрезанная, нижняя — с широкопочковидной средней лопастью и небольшими боковыми лопастями.
Плод — яйцевидный, жёлто-бурый, пятнистый, блестящий, мелко бугорчатый орешек.
Цветёт в июне — августе. Плоды созревают в июле — сентябре.

## Химический состав
Химический состав растения изучен недостаточно. Растение содержит дубильные и смолистые вещества, эфирное масло (до 0,06 %), горькие вещества маррубин и маррубиин, минеральные соли, алкалоиды (бетоницин, туриницин). Эфирное масло имеет приятный запах, присутствие азулена придает ему синий цвет.
В семенах содержится 26,35 % жирного масла.
Также выявлены в составе стахидрин, танины, смолы, дитерпены маррилибанозид, марибиин, маррубиол, перегринол, вулгарол и другие.

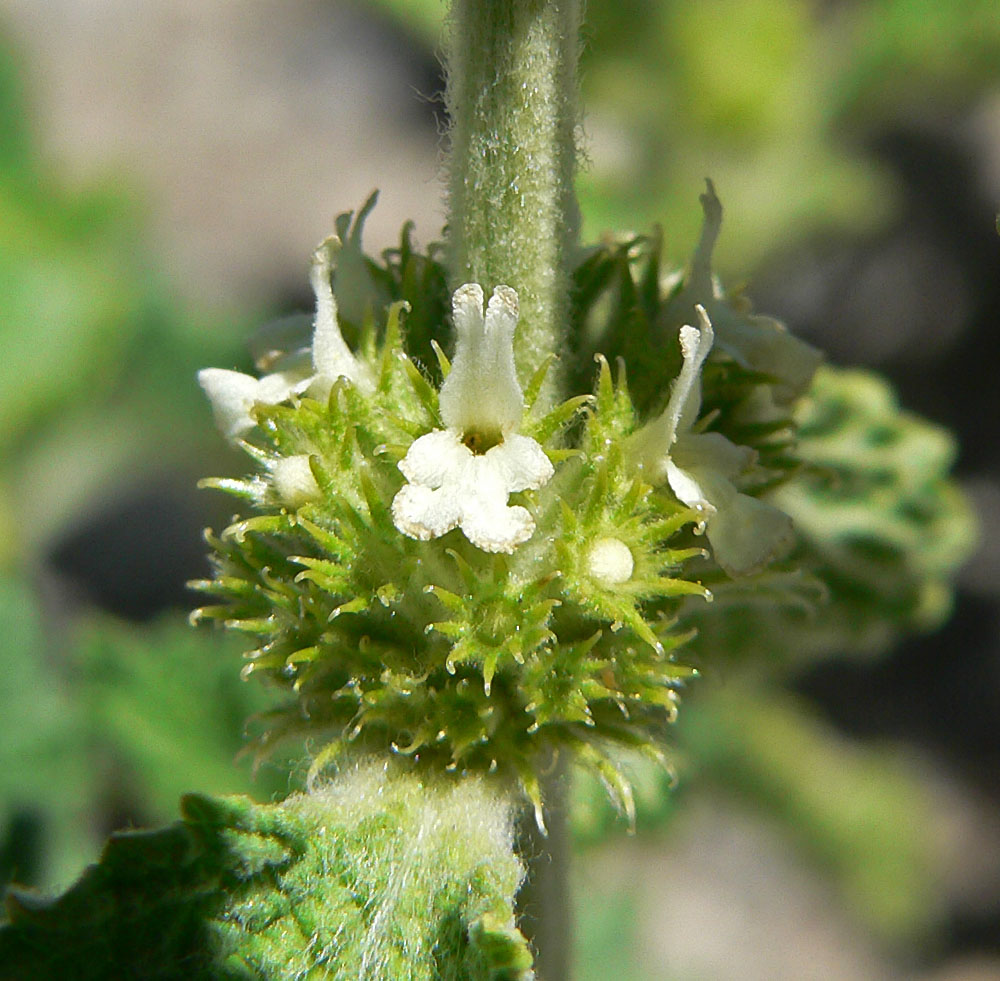
Соцветие.

## Значение и применение
Надземная часть растения пригодна для использования в ликёро-водочной промышленности и пивоварении.
Лечебные свойства шандры обыкновенной известны с древности. Фармакологическими испытаниями установлено, что препараты растения регулируют сердечную деятельность (устраняют экстрасистолию). Шандра обыкновенная включена в Европейскую фармакопею, Британскую травяную фармакопею и фармакопеи других европейских стран. 
Спиртовая вытяжка может использоваться как противокашлевое средство при хронических заболеваниях дыхательных путей. Выявлено, что гликозиды шандры оказывают выраженное антиатеросклеротическое воздействие. 
В народной медицине растение использовали при бронхиальной астме, коклюше, катаре верхних дыхательных путей, как средство, повышающее аппетит, успокаивающее, отхаркивающее, антималярийное, желчегонное, при сердечной слабости и аритмии, желтухе, малярии, мочекаменной болезни.
Из надземной части растения можно получить чёрную краску.
Хороший медонос, даёт высокосахаристый, прозрачный, очень пахучий и легкодоступный пчёлам нектар. Мёд высококачественный, душистый. Медопродуктивность 50 кг/га. Даже незначительная примесь нектара с цветков шандры обыкновенной придаёт медам исключительно тонкий запах. На Северном Кавказе нектароносность единичного цветка составляет от 0,15 до 0,55 мг за сезон, а некоторые цветки способны дать до 1,5 мг.

## Классификация
Вид Шандра обыкновенная входит в род Шандра (Marrubium) подсемейства Яснотковые (Lamioideae) семейства Яснотковые (Lamiaceae) порядка Ясноткоцветные (Lamiales).
|  |                                      |  |                                                             |                                                             |                      |  | ещё 21 семейство (согласно Системе APG II) | ещё 21 семейство (согласно Системе APG II)  |                                             |  |  |  | ещё 110—130 родов | ещё 110—130 родов       |  |  |
|  |                                      |  |                                                             |                                                             |                      |  | ещё 21 семейство (согласно Системе APG II) | ещё 21 семейство (согласно Системе APG II)  |                                             |  |  |  | ещё 110—130 родов | ещё 110—130 родов       |  |  |
|  |                                      |  |                                                             | порядок Ясноткоцветные                                      |                      |  |                                            |                                             | подсемейство Яснотковые                     |  |  |  |                   | вид Шандра обыкновенная |  |  |
|  |                                      |  |                                                             | порядок Ясноткоцветные                                      |                      |  |                                            |                                             | подсемейство Яснотковые                     |  |  |  |                   | вид Шандра обыкновенная |  |  |
|  | отдел Цветковые, или Покрытосеменные |  |                                                             |                                                             | семейство Яснотковые |  |                                            |                                             | род Шандра                                  |  |  |  |                   |                         |  |  |
|  | отдел Цветковые, или Покрытосеменные |  |                                                             |                                                             |                      |  |                                            |                                             |                                             |  |  |  |                   |                         |  |  |
|  |                                      |  | ещё 44 порядка цветковых растений (согласно Системе APG II) | ещё 44 порядка цветковых растений (согласно Системе APG II) |                      |  |                                            | ещё 7 подсемейств (согласно Системе APG II) | ещё 7 подсемейств (согласно Системе APG II) |  |  |  | ещё 700—900 видов |                         |  |  |
|  |                                      |  |                                                             | ещё 44 порядка цветковых растений (согласно Системе APG II) |                      |  |                                            |                                             | ещё 7 подсемейств (согласно Системе APG II) |  |  |  |                   |                         |  |  |